# Barna delfin
A barna delfin (Phocoena phocoena) az emlősök (Mammalia) osztályának párosujjú patások (Artiodactyla) rendjébe, ezen belül a disznódelfinfélék (Phocoenidae) családjába tartozó faj. Egyéb nevei: közönséges disznódelfin vagy közönséges barnadelfin.
Nemének a típusfaja.

## Előfordulása
Európa óceáni partjainál az Északi-foktól a Balti-tengerig és a Földközi-tengerig szép számban előfordul. Ez utóbbiban viszonylag ritka, de a Fekete-tengerben a jelek szerint ismét gyakorinak mondható. A part menti vizekben él, legfeljebb 10 km-re a szárazföldtől. A hideg vizeket kedveli, és gyakran látható 200 méternél sekélyebb öblökben, folyótorkolatokban és az árapály zónában. Eléggé messzire felúszhat a folyókban. A táplálék mennyiségével kapcsolatban évszakosan vándorolhat, nyáron főleg a partokhoz közelebb, télen távolabb található, de néha nyáron északra, télen pedig délre húzódik. Egyes területeken egész évben állandó populáció él. A Fekete-tengerben az északi Atlanti-óceánban és az északi Csendes-óceánban élő populációk félig elzártak, ezért lehetséges, hogy külön alfajt képviselnek. Egyes populációk az utóbbi évtizedekben megritkultak.

## Alfajai
- Phocoena phocoena phocoena (Linnaeus, 1758)
- Phocoena phocoena relicta Abel, 1905
- Phocoena phocoena vomerina Gill, 1865

## Megjelenése
A kifejlett példány testhossza 1,4-1,7 méter, testtömege 55-65 kilogramm. Nehéz észrevenni a tengeren, keveset mutat meg magából a felszínen, többnyire csak egy rövid pillanatig látható. Nyugodt időben néha találkozni lehet sütkérező állatokkal, de általában félnek a csónakoktól, ritkán úsznak az orrvizekben. Hallásuk nagyon jó. Kilégzésük csak elvétve látható, inkább hangos szuszogásnak hallik, mint tüsszentésnek. A felszínen a lélegzés után lassan előrebuknak, közben a hátúszójuk felemelkedik és eltűnik. Ezt a kicsiny cetfélét zömök, tompán végződő fej, rövid, keskeny mellúszó és szintén nem igazán feltűnő hátúszó jellemzi, mely kissé a középpont mögött helyezkedik el. Az utóbbi lapos, háromszögletű, hátulsó szegélye egyenes, nem hajlik befelé. Az igazi delfinekkel szemben nem ugrál ki a vízből. Orra pisze, nem nyúlik meg „csőr” alakúra. Minden állkapocsfélben 22-28 fog fejlődik, amelyek részben a fogínyben maradnak elrejtve.  Fogai lapát alakúak, nem kúposak, mint az igazi delfineknél.
Amikor táplálkoznak vagy gyorsan úsznak, egész testük elhagyja a vizet, de olyan gyorsan, hogy szinte lehetetlen észrevenni. Háta mindig fekete, hasa pedig fehér. Az átmenet nem éles, a két szín között többé-kevésbé kiterjedt szürke színezet látható, amely mindenekelőtt a szem és a hátúszó között húzódhat magasan hátra. A hátúszó kicsi, de nagynak tűnik a hátból látható viszonylag kis részekhez viszonyítva.

## Képek

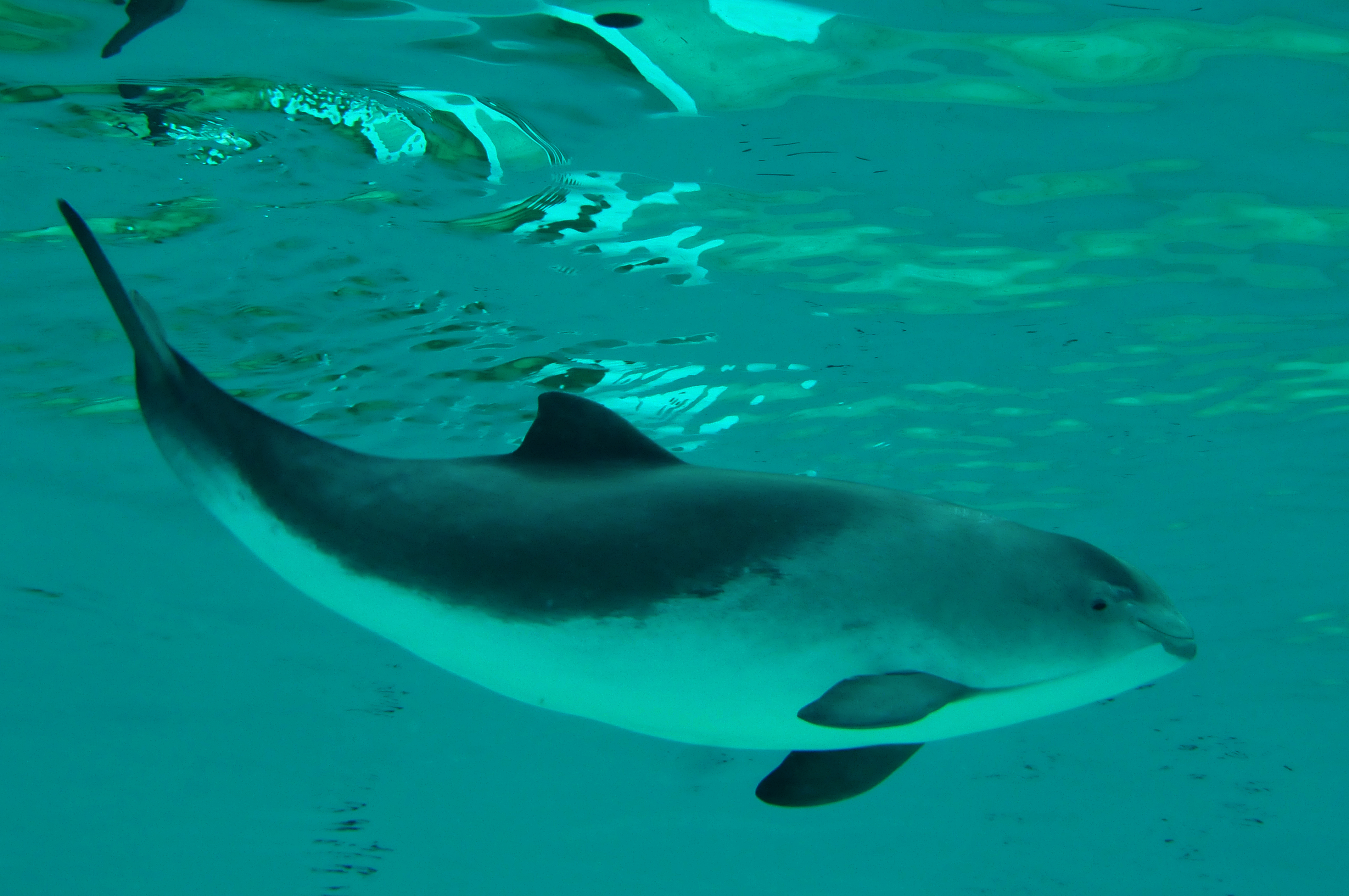
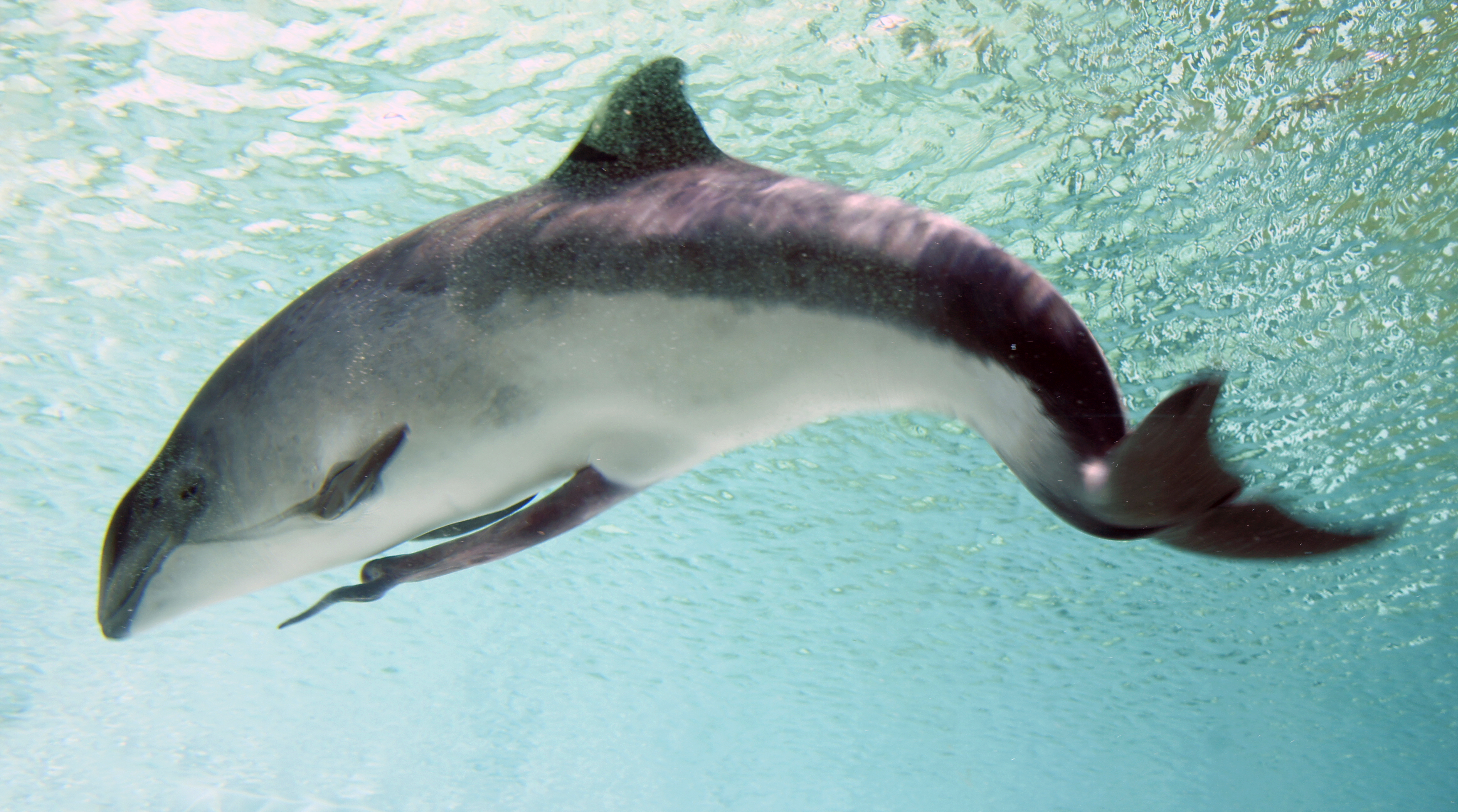
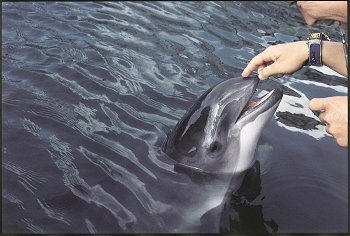
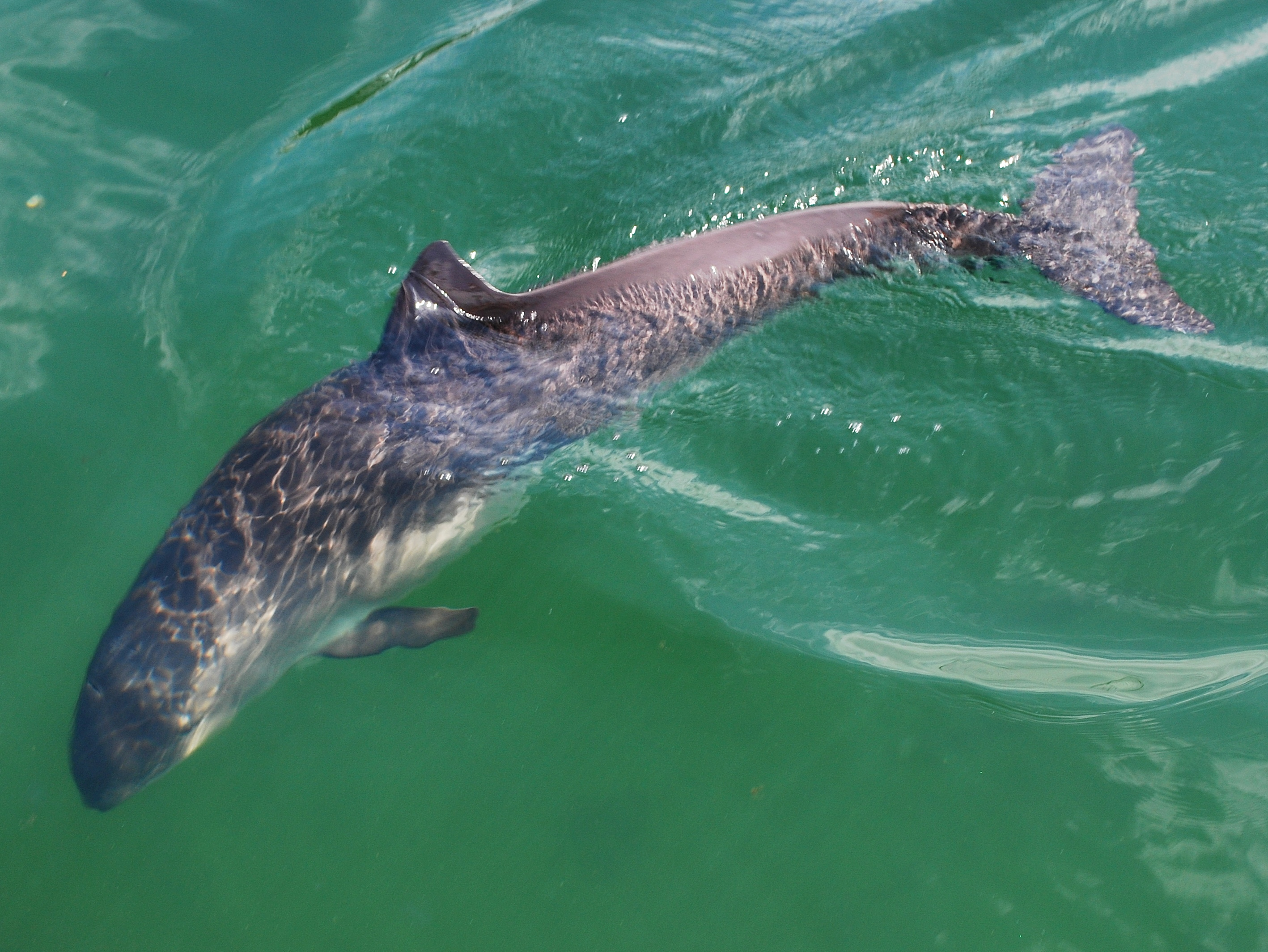
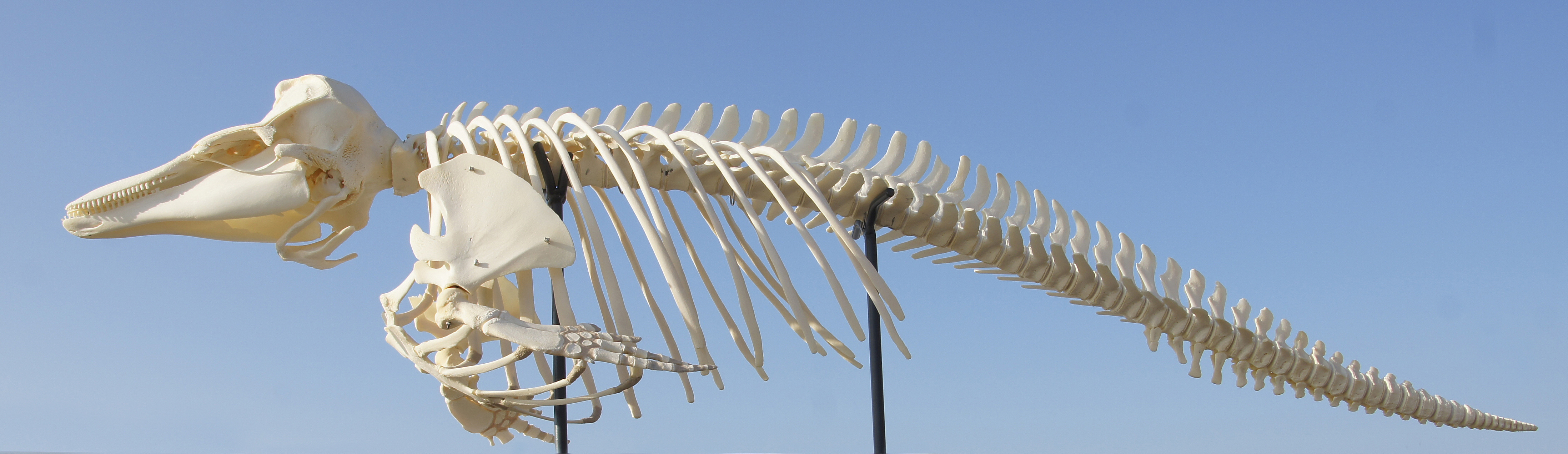

## Életmódja
Tápláléka halakból, kalmárokból vagy polipokból és világító krillekből vagy egyéb rákokból áll. Táplálkozás közben 10-20 másodpercenként lélegzik, kb. 4-szer egymás után, utána 2-6 percre lemerül. Mozgás közben percenként 8-szor jön a felszínre. Akár 6 percen át is kibírják a víz alatt levegő nélkül. Ha zsákmányát üldözi, néha íves ugrásokat végezhet. Hosszú időt tölthet a felszín közelében lustálkodással. Amikor előrebukik, láthatóvá válik testének fehér része. Kilégzése ritkán látható, de hallható. Átlagos csoportmérete 1-12 egyedből áll, de táplálék gazdag területeken néhány száz példány is összeverődhet.

## Szaporodása
Párzás előtt hosszú ideig egymás mellett úsznak és kedvesen simogatják egymást. A borjak párzás után 10-11 hétre születnek meg. Az újszülött testhossza 67-85 centiméter, tömege 5 kilogramm. Az anyaállat oldalra fordulva szoptatja borját, hogy az tudjon lélegezni.